# ロックリバー
ロックリバー株式会社は、日本の芸能プロダクションである。
元は劇団四季を退団した山口祐一郎の個人事務所で、のちに劇団四季を退団した一部のミュージカル俳優の所属事務所となる。
混同されやすいが、所属タレントのファンクラブ名称は、ひらがな表記のろっくりばーである。
毎月、MEBIUSE（メビウス）という会報誌が発行される。手作り感あふれるコピー冊子で、所属俳優のスケジュール、チケット先行情報、所属俳優によるエッセーが掲載されている。山口のエッセーは、難解不可解な創作文章となっており、会報が届くたびに熱心なファンによる謎解きが繰り返される。
ファンクラブイベント（主に山口）が行われることもある。公式ホームページが開設された。

## 所属俳優
- 山口祐一郎
- 今拓哉
- 保坂知寿
- 大島ミチル（作曲家）
- 吉田理恵
- 田中秀哉
- 福永悠二

## かつて所属していた俳優
- 沢木順
- 堀内敬子
- 鈴木綜馬
- 栗原英雄
- 光枝明彦
- 山口正義
- 小林友里子
- 小暮キヨタカ
- 田澤啓明